# Рафаель Агілар Гуахардо
Рафаель Агілар Гуахардо (ісп. Rafael Aguilar Guajardo) (1950 — 12 квітня 1993) — мексиканський наркобарон, керівник федеральної поліції Директорії Федерального де-Сегурідаду (ДФС) в Мексиці та один із співзасновників Картелю Хуареса.
У квітні 1987 році, лідер касти Пабло Акоста Вільяреаль був убитий під час транскордонного рейду Мексиканської федеральної поліції в селі Ріо-Гранде Санта-Елена, штат Чіуауа,тому його місце зайняв Рафаель Агілар Гуахардо, який згодом зробив Амадо Каррільйо Фуентеса своєю довіреною особою в картелі.
Мексиканська поліція повідомляла, що Карлос Майя Кастільйо, чиновник, який також працював в Національному центрі безпеки та розслідувань, передав Агілару основні застереження та інформацію, надав йому особисті мобільні телефони чиновників та набирав до свого штату корумпованих поліцейських агентів для злочинної організації Агілара.
Через два дні після погрози оприлюднити мексиканські урядові контакти, Амадо Каррільйо Фуентес перейняв на себе керівництво в картелі Хуарес, в той час як його боса Рафаеля Агілара Гуахардо було вбито. Рафаель Гуахардо запам'ятався всій країні та світу, як один з найбільш кривавих та жорстоких злочинців за всю мексиканську історію. Майно Агілара, вилучене Генеральним прокурором Мексики, було оцінено в 100 мільйонів доларів, включаючи нічні клуби, будинки та майно площею 7000 м² в Акапулько.